# Antiracotis africana
Antiracotis africana är en fjärilsart som beskrevs av Aurivillius 1925. Antiracotis africana ingår i släktet Antiracotis och familjen mätare. Inga underarter finns listade i Catalogue of Life.